# Parmacotto
Parmacotto S.p.A. è un'azienda italiana, nata a San Vitale Baganza (Parma) nel 1978, che opera nel settore alimentare, in particolare nella produzione di prosciutto cotto e avicoli.

## Storia
Fondata da Marco Rosi, l'azienda di produzione e commercializzazione di prosciutto cotto ha la sua sede produttiva nello stabilimento di San Vitale Baganza. Il sito di affettamento e gli uffici hanno sede, invece, a Marano.
La metà degli anni novanta vede l'ingresso in azienda di Alessandro Rosi, figlio del fondatore.
Sul finire degli anni novanta, viene affiancata alla linea di prodotti tradizionale una nuova gamma marchiata "Antica salumeria Rosi".
Nel 2001 Parmacotto acquisisce, dal gruppo Barilla, Parmamec, un'azienda specializzata nella produzione di salumi già affettati, acquisizione che segna per Parmacotto l'ingresso nel mondo del libero servizio.
Nella primavera del 2007 la Parmacotto acquisisce la Salumificio Piacenti S.r.l., produttore di prosciutto stagionato nazionale toscano D.O.P., annoverando così tra i propri prodotti anche salumi della tradizione toscana. Nello stesso anno avviene la creazione della filiale commerciale in Francia, Parmacotto France, e alla costituzione di Parmacotto America, società che si occuperà del lancio di store monomarca negli Stati Uniti.
Nel 2014 viene avviata la procedura di concordato preventivo, le consociate francesi, tedesche e la Parmacotto Sud vengono messi in liquidazione.
Il 15 dicembre 2014 il patron Marco Rosi lascia il timone di presidente e amministratore delegato al figlio Alessandro, uscendo dalla compagine societaria. Il piano industriale 2015-2017 nel luglio 2016 è stato congelato a causa del sequestro dell'azienda per indagini relative a possibile falso in bilancio in seguito a finanziamenti risalenti all'anno 2011.
Nel dicembre del 2016, all'atto dell'omologazione del concordato in continuità, viene definita e formalizzata una nuova compagine societaria. Mantenendo la produzione dei prosciutti cotti e degli avicoli nello stabilimento di San Vitale Baganza e nel sito di Marano l'affettamento e gli uffici.
Nel marzo 2018 l'azienda viene acquistata da Giovanni Zaccanti, imprenditore bolognese tra i soci fondatori di Saeco e Caffitaly, che ricoprirà il ruolo di presidente.
Il 28 Ottobre 2024 si raggiunge un accordo tra GranTerre e Parmacotto: nasce il colosso dei salumi. Per la Confederazione italiana agricoltori, l'accordo GranTerre-Parmacotto rafforza filiera nazionale.

## Internazionalizzazione
Nel febbraio del 2019, Parmacotto S.p.A. costituisce Parmacotto LLC per raggiungere il mercato americano.
Parmacotto LLC è controllata per il 70% dall'azienda italiana e per il restante 30% da soci americani.

## Campagne pubblicitarie
La notorietà presso il grande pubblico arriva alla fine degli anni ottanta quando l'azienda associa la distribuzione dei propri prodotti alla "vaschetta" incrementando così conoscenza e riconoscibilità del marchio.
Durante gli anni novanta Parmacotto promuove la propria immagine attraverso i volti di due attori storici del cinema italiano come Sophia Loren e Christian De Sica, protagonisti di numerosi spot pubblicitari.

## Sponsorizzazioni
Negli anni duemila l'azienda emiliana diviene sponsor ufficiale della squadra di calcio della Lazio dal 2003 al 2005. Nel 2018 l'azienda parmense diventa uno degli sponsor ufficiali della FISI.